# Катастрофа Як-40 близ общины Шончунг
Катастрофа Як-40 близ общины Шончунг — авиационная катастрофа авиалайнера Як-40 вьетнамской авиакомпании Vietnam Airlines, произошедшая в субботу 14 ноября 1992 года в районе общины Шончунг, в которой погибли 30 человек.

## Самолёт
Як-40 (регистрационный номер VN-A449) был выпущен в 1976 году.

## Экипаж и пассажиры
| Гражданство          | Пассажиры | Экипаж | Всего |
| -------------------- | --------- | ------ | ----- |
| Вьетнам              | 17        | 6      | 23    |
| Китайская Республика | 3         | 0      | 3     |
| Нидерланды           | 2         | 0      | 2     |
| Швеция               | 1         | 0      | 1     |
| Великобритания       | 1         | 0      | 1     |
| Франция              | 1         | 0      | 1     |
| Всего                | 25        | 6      | 31    |

## Хронология событий
Самолёт выполнял внутренний рейс из международного аэропорта Таншоннят в аэропорт Нячанга. При подлёте к аэропорту Нячанга в плохую погоду он снизился ниже допустимой высоты и врезался в деревья вдоль хребта горы Окха. Спасателям понадобилось восемь дней, чтобы найти обломки самолёта, но одна пассажирка выжила.

### Единственная выжившая
Аннет Херфкенс была единственной выжившей в авиакатастрофе. Она пережила восемь дней с множественными травмами и держалась только на дождевой воде. Некоторые пассажиры пережили первоначальный удар, но погибли до того, как их удалось спасти. Жених Аннет Херфкенс, путешествовавший с ней, скончался мгновенно при ударе.
В 2014 году Херфкенс опубликовала мемуары, в которых рассказала о своём опыте: «Турбулентность: правдивая история выживания». Книга получила признание аудитории и литературных критиков.

## Последующие события
22 ноября 1992 года из Ханоя был отправлен вьетнамский вертолёт Ми-8 со спасателями рейса 474, но в тот же день он потерпел крушение у горы Окха. Все семь человек на борту погибли.
Почти через год после катастрофы члены семьи в Великобритании потребовали расследования, получив известие о том, что тела были возвращены не тем семьям.